# الیکایی ابروحنایی
الیکایی ابروحنایی (نام علمی: Troglodytes rufociliatus) نام یک گونه از سرده الیکایی‌های غارنشین است.